# Vartovna
Vartovna är ett berg i Tjeckien.   Det ligger i regionen Zlín, i den östra delen av landet, 270 km öster om huvudstaden Prag. Toppen på Vartovna är 655 meter över havet, eller 151 meter över den omgivande terrängen. Bredden vid basen är 9,9 km.
Terrängen runt Vartovna är huvudsakligen kuperad, men åt sydväst är den platt.Runt Vartovna är det ganska tätbefolkat, med 58 invånare per kvadratkilometer. Närmaste större samhälle är Zlín, 20,0 km väster om Vartovna. I omgivningarna runt Vartovna växer i huvudsak blandskog.